# Trevor Watts
Trevor Watts (ur. 26 lutego 1939 w Yorku w Anglii) – angielski saksofonista jazzowy. 
W dużej mierze samouk. W wieku 12 lat zaczął grać na trąbce, a mając 18 lat, zajął się saksofonem. Podczas służby wojskowej w RAF (1958/63) stacjonując w Niemczech, spotkał perkusistę Johna Stevensa i puzonistę Paula Rutherforda. Po przejściu do cywila wrócił do Londynu, gdzie w 1965 r. założył ze Stevensem Spontaneous Music Ensemble. W 1970 związał się z Barry Guyem i jego London Jazz Composers' Orchestra, z którym grał do rozwiązania zespołu w połowie lat 90.
Związany z ruchem brytyjskiej awangardy jazzowej, jest muzykiem wszechstronnym grającym zarówno z muzykami jazzowymi, jak i grupami bluesowymi i rockowymi. Komponował muzykę filmową. Zajmował się również sztuką multimedialną. Jest absolwentem Middlesex University w dziedzinie performance'u. 
W ostatnich latach występuje z pianistą Weryanem Westonem.
17 listopada 2011 zagra w klubie Alchemia na krakowskim Kazimierzu w ramach festiwalu Krakowska Jesień Jazzowa.